# Ecuaciones en diferencias
Una ecuación en diferencias es una expresión que relaciona distintas sucesiones, siendo una de ellas una sucesión desconocida.
Son similares a las ecuaciones diferenciales, sustituyendo las funciones por sucesiones.
Para su resolución suele utilizarse el método de la transformada Z

## Ecuación de coeficientes lineales constantes
La ecuación de coeficientes lineales constantes (LCCD) es una representación de un sistema lineal, basada en la ecuación de la media autorregresiva.
{\displaystyle \sum _{p=0}^{N}y[n-p]\alpha _{p}=\sum _{q=0}^{M}x[n-q]\beta _{q}\ }
Ambos términos de esta ecuación pueden dividirse por {\displaystyle \alpha _{0}\ }, si no es cero, normalizando {\displaystyle \alpha _{0}=1\ } la ecuación LCCD puede ser escrita
{\displaystyle y[n]=\sum _{q=0}^{M}x[n-q]\beta _{q}-\sum _{p=1}^{N}y[n-p]\alpha _{p}\ }
Esta forma de la ecuación LCCD es más explícita para comprobar que la salida actual {\displaystyle y[{n}]\ } se define en función de las salidas anteriores {\displaystyle y[{n-p}]\ }, la entrada actual {\displaystyle x[{n}]\ }, y las entradas anteriores {\displaystyle x[{n-q}]\ }.

## Introducción
Las ecuaciones en diferencias y diferenciales ordinarias son herramientas versátiles de análisis. Son una excelente representación de un gran número de situaciones dinámicas y su teoría asociada es suficientemente rica para suministrar elementos para su comprensión.
Múltiples problemas de significativa importancia en diversos campos del saber humano, requieren para su estudio de la elaboración de un modelo matemático que los represente. Estos modelos están constituidos principalmente por Ecuaciones Diferenciales y Ecuaciones en Diferencias. Esto se evidencia por el hecho que dentro de las matemáticas aplicadas, las Ecuaciones Diferenciales juegan un papel muy importante en las disciplinas científicas. En sus inicios aparece en problemas mecánicos y geométricos, posteriormente su campo de aplicación se va extendiendo a todas las ramas de la física y en los últimos años es común encontrarlas aplicadas a disciplinas tan diversas como la biología, la economía, la ingeniería, la sociología y la fisiología, entre otras.
De más reciente aparición son las Ecuaciones en Diferencias, las cuales han adquirido una importancia relevante con el creciente estudio y simulación de sistemas discretos en las diferentes disciplinas que modelan y estudian sistemas discretos como la ingeniería y la economía, dado que este tipo de modelamiento es más ajustado a la realidad.
Por otra parte es una área importante en otras carreras como Ingenierías y Economía, lo cual nos permite ver que tiene un extenso campo teórico como práctico, ele-mental en el perfeccionamiento de dichas carreras, con lo cual podemos observar que es de gran interés el estudio de las Ecuaciones en Diferencias, ya que sería de gran apoyo a estas el poder encontrar artículos básicamente enfocados a las Ecuaciones en Diferencias.

## Historia
“Desde hace por lo menos 3.500 años, se resuelven problemas que dan lugar a ecuaciones. En los escritos de los antiguos babilonios y egipcios, se han descifrado tales problemas y la forma de resolverlos. Algunas de las antiguas tablillas contienen problemas de tipo algebraico y geométrico, pero las soluciones no utilizan nociones de la geometría. Un antiguo pergamino de los babilonios contiene la solución de la ecuación: x2-x = 870. Tómese la mitad de 1, que es el coeficiente de x, y cuádrese. Entonces, súmese 1/4 a 870, para obtener 3.481/4. Ahora, tómese la raíz cuadrada de 3.481/4 para obtener 59/2. Al número obtenido, súmese la mitad de 1 que es el coeficiente de x. El resultado obtenido, 30, es una solución de la ecuación"
Durante el desarrollo de la historia encontramos una primera fase, que comprende el periodo de 1700 a. C. a 1700 d. C., se caracterizó por la invención gradual de símbolos y la resolución de ecuaciones. Dentro de esta fase encontramos un álgebra desarrollada por los griegos (300 a. C.), llamada álgebra geométrica, rica en métodos geométricos para resolver ecuaciones algebraicas.
La introducción de la notación simbólica asociada a Viète (1540-1603), marca el inicio de una nueva etapa en la cual Descartes (1596-1650) contribuye de forma importante al desarrollo de dicha notación. En este momento, el álgebra se convierte en la ciencia de los cálculos simbólicos y de las ecuaciones. Posteriormente, Euler (1707-1783) la define como la teoría de los "cálculos con cantidades de distintas clases" (cálculos con números racionales enteros, fracciones ordinarias, raíces cuadradas y cúbicas, progresiones y todo tipo de ecuaciones). Para llegar al actual proceso de resolución de la ecuación ax + b = c han pasado más de 3.000 años.
Los egipcios nos dejaron en sus papiros (sobre todo en el de Rhid -1.650 a. de C- y el de Moscú -1.850 a, de C.-) multitud de problemas matemáticos resueltos. La mayoría de ellos son de tipo aritmético y respondían a situaciones concretas de la vida diaria; sin embargo, encontramos algunos que podemos clasificar como algebraicos, pues no se refiere a ningún objeto concreto. En éstos, de una forma retórica, obtenían una solución realizando operaciones con los datos de forma análoga a como hoy resolvemos dichas ecuaciones.
Las ecuaciones más utilizadas por los egipcios eran de la forma:
x + ax = b
x + ax + bx = 0
donde a, b y c eran números conocidos y x la incógnita que ellos denominaban aha o montón, por montón eran conocidos los números enteros.
Una ecuación lineal que aparece en el papiro de Rhid responde al problema siguiente:
"Un montón y un séptimo del mismo es igual a 24".
En notación moderna, la ecuación sería: x + 1 / 7 x = 24
La solución la obtenían por un método que hoy conocemos con el nombre de "método de la falsa posición" o "regula falsi". Consiste en tomar un valor concreto para la incógnita, probamos con él y si se verifica la igualdad ya tenemos la solución, si no, mediante cálculos obtendremos la solución exacta.
Generalmente, el cálculo de la solución correcta no era tan fácil como en este caso e implicaba numerosas operaciones con fracciones unitarias cuyo uso dominaban los egipcios. En cuanto el simbolismo, solamente en algunas ocasiones utilizaban el dibujo de un par de piernas andando en dirección de la escritura o invertidas, para representar la suma y resta, respectivamente.
Los babilonios (el mayor número de documentos corresponde al periodo  600 a. C. a 300 d. C.) casi no le prestaron atención a las ecuaciones lineales, quizás por considerarlas demasiado elementales, y trabajaron más los sistemas de ecuaciones lineales y las ecuaciones de segundo grado.
Los primeros documentos matemáticos que existen (datan del siglo III d. C.) son los Sulvasütras, donde se recogen todos los conocimientos necesarios para construir los templos.
Los sistemas de ecuaciones lineales fueron ya resueltos por los babilonios, los cuales llamaban a las incógnitas con palabras tales como longitud, anchura, área, o volumen, sin que tuvieran relación con problemas de medida.
Un ejemplo tomado de una tablilla babilónica plantea la resolución de un sistema de ecuaciones en los siguientes términos:
1/4anchura + longitud = 7 manos
longitud + anchura = 10 manos
Para resolverlo comienzan asignando el valor 5 a una mano y observaban que la solución podía ser: anchura = 20, longitud = 30 . Para comprobarlo utilizaban un método parecido al de eliminación. En nuestra notación, sería:
y + 4x = 28
y + x = 10
restando la segunda de la primera, se obtiene 3x = 18 , es decir, x = 6 e y = 4 .
También resolvían sistemas de ecuaciones, donde alguna de ellas era cuadrática.
Los griegos también resolvían algunos sistemas de ecuaciones, pero utilizando métodos geométricos. Thymaridas (400 a. C.) había encontrado una fórmula para resolver un determinado sistema de n ecuaciones con n incógnitas.
Diophante resuelve también problemas en los que aparecían sistemas de ecuaciones, pero transformándolos en una ecuación lineal. Diophante sólo aceptaba las soluciones positivas, pues lo que buscaba era resolver problemas y no ecuaciones. Utilizó ya un álgebra sincopada como hemos señalado anteriormente. Sin embargo, unas de las dificultades que encontramos en la resolución de ecuaciones por Diophante es que carece de un método general y utiliza en cada problema métodos a veces excesivamente ingeniosos.
Las ecuaciones en diferencias y diferenciales ordinarias son herramientas versátiles de análisis. Son una excelente representación de un gran número de situaciones dinámicas y su teoría asociada es suficientemente rica para suministrar  elementos para su comprensión.

## Conceptos Básicos y Teoremas
Una ecuación en diferencias es una expresión del tipo: G(n, f(n), f(n + 1), . . . , f(n + k)) = 0, ∀n ∈ Z, donde f es una función definida en Z.
Si después de simplificar esta expresión quedan los términos f(n + k1) y f(n + k2) como el mayor y el menor, respectivamente, se dice que la ecuación es de orden 
k = k1− k2.
Ejemplo 1 .- La ecuación:
5f(n + 4) − 4f(n + 2) + f(n + 1) + (n − 2)3 = 0 es de orden 4 − 1 = 3.
Una ecuación en diferencias de orden k se dice lineal si puede expresarse de la forma: p0(n)f(n+k)+p1(n)f(n+k−1)+. . .+pk(n)f(n) = g(n), donde los coeficientes pi son funciones definidas en Z.
El caso más sencillo es cuando los coeficientes son constantes pi(n) = ai:
a0f(n + k) + a1f(n + k − 1) + . . . + akf(n) = g(n).
La ecuación en diferencias se dice homogénea en el caso de que g(n) = 0, y completa en el caso contrario.

### Teorema 1
- Dada la ecuación en diferencias lineal de coeficientes constantes y de orden k:
a0f(n + k) + a1f(n + k − 1) + . . . + akf(n) = g(n), el problema de hallar una función f definida en Z, que verifique la ecuación, y tal que en los k enteros consecutivos n0, n0+1, . . . , n0+k−1 tome los valores dados c0, c1, . . . , ck−1, tiene solución única.

### Teorema 2
- Dada una ecuación en diferencias lineal homogénea de coeficientes constantes y de orden k entonces, si una solución f es nula en k enteros consecutivos, es idénticamente nula.

### Teorema 3
- Toda combinación lineal de soluciones de una ecuación en diferencias lineal homogénea de coeficientes constantes y de orden k es también solución de dicha ecuación.
Se llama sistema fundamental de soluciones de una ecuación en diferencias lineal homogénea de orden k a todo conjunto {f1, f2, . . . , fk} de soluciones de dicha ecuación que verifica para algún n0 ∈ Z que la matriz fundamental es inversible, esto es:
{\displaystyle D(n_{0})={\begin{array}{|ccc|}\\f_{1}(n_{0})f_{2}(n_{0})...f_{k}(n_{0})\\f_{1}(n_{0}+1)f_{2}(n_{0}+1)...f_{k}(n_{0}+1)\\.......................\\f_{1}(n_{0}+k-1)f_{2}(n_{0}+k-1)...f_{k}(n_{0}+k-1)\\\end{array}}\neq 0}

### Teorema 4
- Sea {f1, f2, . . . , fk} un sistema fundamental de soluciones de una ecuación en diferencias lineal. Entonces:
1. D(n) {\displaystyle \neq } 0, ∀n ∈ Z.
2. Toda solución de la ecuación homogénea es combinación lineal de f1, f2, . . . , fk, es decir: 
{\displaystyle f(n)=\sum _{i=1}^{k}C_{i}f_{i}(n)}
3. Si z(n) es una solución de la ecuación completa, entonces toda solución de dicha ecuación se puede escribir como la suma de z(n) y de la solución general de la ecuación homogénea, esto es:
{\displaystyle f(n)=z(n)+\sum _{i=1}^{k}C_{i}f_{i}(n)}
Observación 1 .- Frecuentemente se suele denotar yn+j = f(n + j), con lo cual la ecuación en diferencias se escribe:
a0 yn+k + a1 yn+k−1 + . . . + ak yn = gn, ∀n ∈ Z.
Ejemplo 2 .- Hallar la ecuación en diferencias que satisface la familia de funciones: f(n)= c12n+c2
{\displaystyle {\begin{cases}f(n)=c_{1}2^{n}+c_{2}\\f(n+1)=2c_{1}2^{n}+c_{2}\\f(n+2)=4c_{1}2^{n}+c_{2}\end{cases}}\Rightarrow {\begin{cases}c_{1}2^{n}=f(n+1)-f(n)\\c_{2}=2f(n+1)-f(n+2)\end{cases}}\Rightarrow f(n)=f(n+1)-f(n)+2f(n+1)-f(n+2)\Rightarrow f(n+2)-3f(n+1)+2f(n)=0.}
Ejemplo 3 .
- Hallar la solución de la ecuación en diferencias no lineal:
yn yn−1 + yn − yn−1 = 0, ∀n ∈ Z, que verifica y0 = c.
Despejando yn se tiene:
{\displaystyle y(n)={y_{n-1}\  \over \ y_{n-1}+1}}, ∀n ∈ Z.
Por tanto sustituyendo:
{\displaystyle y(n)={y_{n-1}\  \over \ y_{n-1}+1}={y_{n-2}\  \over \ 2y_{n-2}+1}=...={y_{0}\  \over \ ny_{0}+1}.}
Es decir:
{\displaystyle y_{n}={c\  \over \ cn+1}}

## Ecuaciones Lineales De Primer Orden
DEFINICIÓN:  Una ecuación en diferencias lineal de primer orden es aquella que puede expresarse como
p1(t)yt+1 + p2(t)yt = q(t),
donde pi(t), i = 1, 2 y q(t) son funciones en la variable discreta t. Si la sucesión q(t) es nula, entonces la ecuación lineal recibe el nombre de ecuación homogénea asociada a la expresión anterior. Cuando las funciones p1(t) y p2(t) son constantes, se dice que la ecuación lineal anterior es de coeficientes constantes.
Este tipo de ecuaciones son muy interesantes en el estudio de dinámica de poblaciones. Suelen aparecer escritas como
yt+1 = p(t)yt + q(t),
donde p(t)yt representa el crecimiento de la población en el tiempo t y q(t) el número de individuos que en el tiempo t se incorporan a la población como consecuencia de la inmigración.
EJEMPLO 1. Supongamos que una determinada población de insectos con 100 individuos, duplica su número en cada generación, y que además, 10 nuevos individuos se incorporan en cada generación procedente de otro lugar. Vamos a construir una ecuación en diferencias que modele a esta situación y posteriormente la resolveremos.
Del enunciado se deduce,
yt = 2yt−1 + 10, y0 = y(0) = 100 ,
lo que nos permite escribir,
y1 = 2 × 100 + 10
y2 = 2(2 × 100 + 10) + 10 = 2 × 2 × 100 + 2 × 10 + 10
y3 = 2 × 2 × 2 × 100 + 2 × 2 × 10 + 2 × 10 + 10
.                                    .
.                                    .
.                                    .

yt = {2 × · · · × 2} ×100 + {2 × · · · × 2} ×10 + {2 × · · · × 2} ×10 + · · · + 2 × 10 + 10
(t)                              (t−1)                        (t−2)
= 2t × 100 + 2t−1 × 10 + 2t−2 × 10 + · · · + 2 × 10 + 10
= 2t × 100 + (2t−1 + 2t−2 + · · · + 21 + 20) × 10
= 2t × 100 + (2t − 1) × 10 = 110 × 2t − 10 ,
donde en el último de los pasos hemos utilizado la fórmula que nos da la suma de t términos de una progresión geométrica de razón 2. La solución es, por tanto,  
| yt = 110 × 2t − 10 |
| ------------------ |

## Ecuaciones Lineales De Segundo Orden
DEFINICIÓN: Una ecuación en diferencias lineal de segundo orden es aquella que puede expresarse como
p1(t)yt+2 + p2(t)yt+1 + p3(t)yt = q(t), (4.5.1)
donde pi(t), i = 1, 2, 3 y q(t) son funciones en la variable discreta t.
Si la función q(t) = 0, entonces (4.5.1) es su ecuación lineal en diferencias homogénea de segundo orden asociada. Además, si todas las funciones pi(t) son constantes,
entonces (4.5.1) es una ecuación en diferencias lineal de segundo orden con coeficientes constantes, y será en la que nos centraremos.
Veamos en primer lugar un teorema de existencia y unicidad de solución para una ecuación en diferencias lineal homogénea de orden n.
TEOREMA 4.5.2 Dada la siguiente ecuación lineal en diferencias homogénea de orden n
yt+n + p1(t)yt+n−1 + · · · + pn(t)yt = 0 ,
y dados n números reales k0, k1, · · · , kn−1, existe una única solución, cumpliendo
y0 = y(0) = k0, y1 = k1, · · · yn−1 = kn−1 .
Demostración. Comenzamos definiendo la siguiente sucesión:
y0 = y(0) = k0, y1 = k1, · · · yn−1 = kn−1 ,
y para los valores de t mayores que n − 1, procedemos de la siguiente manera
yn = −p1(0)yn−1 − · · · − pn(0)y0 = −p1(0)kn−1 − · · · − pn(0)k0 ,
yn+1 = −p1(1)yn − · · · − pn(1)k1 .
De esta manera, yt queda definida por la ley de recurrencia anterior. Puede comprobarse que yt es solución de la ecuación pedida y cumple las condiciones iniciales. Además, es la única solución, ya que si wt es otra solución que cumple w0 = k0, w1 = k1, · · · wn−1 = kn−1,  la ley de recurrencia que hemos encontrado anteriormente, determina el resto de los valores de wt
Consideremos la ecuación en diferencias lineal homogénea de segundo orden con coeficientes constantes
a yt+2 + b yt+1 + c yt = 0 , (4.5.2)
cualquier combinación lineal de soluciones de (4.5.2) sigue siendo otra solución.
TEOREMA 4.5.3 Si y1t , y2t  son dos soluciones  de (4.5.2), entonces k1y1t +k2y2t, con k1 y k2 constantes, sigue siendo solución de (4.5.2).
Demostración. Es inmediata, basta llevar k1y1t +k2y2t en (4.5.2).
Del mismo modo, también es evidente la demostración del siguiente resultado.
TEOREMA 4.5.4 Si yct es una solución de a yt+2 + b yt+1 + c yt = q(t), (4.5.4)
e yht es solución de la ecuación homogénea asociada, entonces yt = yht +yct es solución de la ecuación completa (4.5.4).
A continuación veremos las condiciones bajo las cuales la combinación lineal de dos soluciones particulares de la ecuación homogénea dan lugar a su solución general.
TEOREMA 4.5.5 Si y1t , y2t  son dos soluciones  de (4.5.2), entonces
y=k1y1t +k2y2t ,
con k1 y k2 constantes, es la solución general de (4.5.2) si
{\displaystyle {\begin{vmatrix}y_{0}^{1}&y_{0}^{2}\\y_{1}^{1}&y_{1}^{2}\end{vmatrix}}\neq 0}
Demostración. Consideremos el sistema de ecuaciones lineales siguiente
{\displaystyle {\begin{cases}\alpha _{1}y_{0}^{1}+\alpha _{2}y_{0}^{2}=\beta _{1}\\\alpha _{1}y_{1}^{1}+\alpha _{2}y_{1}^{2}=\beta _{2}\end{cases}}}
cualesquiera que sean los valores de β1 y β2, por hipótesis del teorema, el sistema es compatible determinado. Pero por el Teorema 4.5.2 existe una única solución de la
ecuación homogénea que puede ser escrita como yt=k1y1t +k2y2t , pues basta tomar
β1 = y0 y β2 = y1, y calcular α1 y α2. Para finalizar asignamos los siguientes valores, k1 = α1 y k2 = α2.
A dos soluciones y1t , y2t  cumpliendo las hipótesis del Teorema 4.5.2 le daremos el nombre de sistema fundamental de soluciones. Siguiendo un razonamiento
similar al realizado en el Teorema 4.5.2, podemos demostrar el siguiente resultado.
TEOREMA 4.5.5 Si ypt es una solución particular de a yt+2 + b yt+1 + c yt = q(t), (4.5.5) e y1t , y2t forman un sistema fundamental de soluciones, entonces
ypt + k1y1t +k2y2t , es la solución general de (4.5.5).

## Modelo discreto exponencial modificado
El modelo de crecimiento discreto exponencial ha sido empleado para estudiar la evolución de una población. Para ello, se ha considerado el sistema como cerrado para poder trabajar con una tasa neta de crecimiento, no obstante, el modelo puede modificarse para tener en cuenta el hecho de la inmigración y de la emigración.
Se puede partir de una población {\displaystyle x_{k}} que crece de acuerdo al modelo discreto exponencial asumiendo además que el número de personas que entran y que salen en cada intervalo de tiempo es constante: {\displaystyle e-s=\mu }. Mediante la ecuación en diferencias puede modelarse:  
| {\displaystyle x_{k+1}=(1+r)x_{k-\mu }-\mu } |
Donde {\displaystyle k=0,1,2...},  y  r supone la tasa de crecimiento.  Conociendo estos datos y la población inicial {\displaystyle x_{0}} puede encontrarse una expresión general de {\displaystyle x_{k}}:
- {\displaystyle x_{1}=(1+r)x_{0}-\mu }
- {\displaystyle x_{2}=(1+r)x_{0}-\mu =(1+r)((1+r)x_{0}-\mu )-\mu =(1+r)^{2}x_{0}-((1+r)+1)\mu }
- {\displaystyle x_{3}=(1+r)^{3}x_{0}-((1+r)^{2}+(1+r)+1)\mu }
- {\displaystyle x_{k}=(1+r)^{k}x_{0}-((1+r)^{k-1}+(1+r)^{k-2}+...+(1+r)+1)\mu }

Aplicando la fórmula que proporciona el resultado de la suma de un número finito de términos de una progresión geométrica se obtiene:
{\displaystyle x_{k}=(1+r)^{k}x_{0}-} {\displaystyle {{(1+r)^{k}-1} \over {r}}\mu }
Esta expresión es más complicada que la correspondiente al modelo discreto exponencial simple. A pesar de haber obtenido una expresión para {\displaystyle x_{k}} en función de {\displaystyle x_{0}}, r y {\displaystyle \mu }  se debe remarcar que normalmente este procedimiento sobrepasa la dificultad actual y, por este motivo, se realiza un estudio del comportamiento cualitativo del modelo, verbigracia, a través de su diagrama de Cobweb. 

## Crecimiento dependiente de la densidad de población
El análisis del modelo discreto exponencial y el sentido común informa que este tipo de crecimiento no puede mantenerse durante mucho tiempo.
En la gran parte de los casos, se llega a un momento donde la población se regula. Se han propuesto diversas hipótesis para explicar las razones que originan este autocontrol poblacional entre otras causas como la cantidad de alimento disponible, depredadores, parásitos, etc.
Entre las causas anunciadas nos centraremos en estudiar la cantidad de recursos disponibles como factor dependiente de la densidad de la población la cual se regula de forma automática. Un modelo apropiado para describir poblaciones de animales que viven en un año, se reproducen y luego mueren es de la forma: {\displaystyle x_{k+1}=f(x_{k})} donde {\displaystyle k=0,1,2,...} donde {\displaystyle f} proporciona el número de individuos para el próximo año en términos del número de individuos actuales. 
Se han propuesto diferentes modelos modificando únicamente la función {\displaystyle f}, verbigracia, en el estudio del caos se trabaja con el modelo de May cuya función {\displaystyle f}: {\displaystyle f(x)=cx(1-x)}

## El modelo de crecimiento discreto logístico
En 1913 T. Carlson estudió el crecimiento de un cultivo de levadura, la siguiente tabla muestra los datos obtenidos en una hora:
| Tiempo | Población | Tiempo | Población | Tiempo | Población |
| ------ | --------- | ------ | --------- | ------ | --------- |
| 1      | 9.6       | 7      | 174.6     | 13     | 594.8     |
| 2      | 18.3      | 8      | 257.3     | 14     | 629.4     |
| 3      | 29        | 9      | 350.7     | 15     | 640.8     |
| 4      | 47.2      | 10     | 441       | 16     | 651.1     |
| 5      | 71.1      | 11     | 513.3     | 17     | 655.9     |
| 6      | 119.1     | 12     | 559.7     | 18     | 659.6     |

Se observa que la población no sigue un modelo de crecimiento discreto exponencial, ya que a partir de cierto momento la población se estabiliza y no crece exponencialmente.
Es necesario que la función {\displaystyle f(x)} del sistema discreto dinámico {\displaystyle x_{k+1}=f(x_{k})} sea cuadrática en lugar de una ecuación lineal.
Este nuevo modelo se conoce con el nombre de modelo discreto logístico, y viene expresado de la manera: {\displaystyle x_{k+1}=x_{k}+rx_{k}} {\displaystyle ({1-x_{k} \over M})} donde {\displaystyle k=0,1,2,...}
Para valores pequeños de la población {\displaystyle 1-{x_{k} \over M}\thickapprox 1}  y el modelo coincide con el crecimiento exponencial, no obstante, para valores de población  {\displaystyle x_{k}\thickapprox M} supone que {\displaystyle x_{k+1}\thickapprox x_{k}}. El parámetro M recibe el nombre de capacidad de carga de la población.

## Modelo discreto para la pesca
Durante los últimos años, los modelos discretos han sido muy utilizados en el diseño de estrategias para la pesca demostrándose que son muy útiles para evaluar
diversas tácticas de capturas de peces con un doble objetivo: 
- Maximizar los beneficios
- Realizar una explotación de recursos mantenidos en el tiempo

Se supone que la densidad de la población en ausencia de capturas viene dada por:
| {\displaystyle x_{k+1}=f(k_{x})} donde {\displaystyle k=0,1,2,...} |

Si se supone que {\displaystyle \epsilon (k)} es la captura realizada en la población en el tiempo {\displaystyle k} la cual es la que genera la población en el tiempo {\displaystyle k+1}, entonces, el modelo que estudia la dinámica de la población viene dado por:
| {\displaystyle x_{k+1}=f(x_{k})-\epsilon (k)} donde {\displaystyle k=0,1,2,...} |

En este punto se pueden plantear un par de preguntas: 
1. ¿Cuál es el máximo rendimiento biológico sostenible {\displaystyle Y_{M}}?
2. ¿Cuál es el máximo rendimiento económico {\displaystyle E_{M}}?

Si se descubren los puntos de equilibrio de {\displaystyle x_{k+1}=f(x_{k})-\epsilon (k)} se deduce que: 
| {\displaystyle x^{*}=f(x^{*})-\epsilon ^{*}\Rightarrow \epsilon ^{*}=f(x^{*})-x^{*}} |
Si el máximo rendimiento sostenible del punto de equilibrio {\displaystyle Y_{M}} se alcanza cuando {\displaystyle x^{*}} toma el valor {\displaystyle x_{M}}, entonces, su valor puede encontrarse realizando:
| {\displaystyle {\partial \epsilon *} \over {\partial x^{*}}} {\displaystyle =0\Rightarrow f'(x)=1} |
El valor {\displaystyle Y_{M}} pues equivaldrá a: {\displaystyle Y_{M}=f(x_{M})-x_{M}}. Esta situación es importante únicamente cuando {\displaystyle Y_{M}\geq 0}.
Una estrategia podría ser mantener la población de peces en estos niveles con el objetivo de hacer máxima la captura {\displaystyle Y_{M}}, no obstante, debido a la dificultad de tener un conocimiento exacto de la población actual de peces, entonces, este método puede ser difícil llevarlo a la práctica. Por esta razón, es más interesante formular el problema de optimización en términos de capturas y esfuerzos.
Supongamos que el esfuerzo para capturar un pez, de una población {\displaystyle x} es {\displaystyle ax} donde {\displaystyle a} es el parámetro de captura, entonces, el esfuerzo para reducir {\displaystyle x} en 1 unidad es {\displaystyle 1 \over ax} y para reducir {\displaystyle f(x)} en una unidad es  {\displaystyle 1 \over af(x)}. En consecuencia, el esfuerzo {\displaystyle E_{M}} para obtener la captura {\displaystyle Y_{M}=f(x_{M})-x_{M}} es:
| {\displaystyle E_{M}=\textstyle \sum _{x_{i}=x_{M}}^{f(x_{M})}\displaystyle {ax_{i}}^{-1}} |
Frecuentemente los valores de este sumatorio son de tal manera que se pueden aproximar por la siguiente integral:
| {\displaystyle E_{M}\approx \int _{x_{M}}^{f(x_{M})}{1 \over x}dx={1 \over a}\ln({f(x_{M}) \over x_{M}})} |
{\displaystyle Y_{M}=f(x_{M})-x_{M}} y {\displaystyle E_{M}\approx \int _{x_{M}}^{f(x_{M})}{1 \over x}dx={1 \over a}\ln({f(x_{M}) \over x_{M}})} nos proporciona la relación de {\displaystyle Y_{M}} y {\displaystyle E_{M}} en función de {\displaystyle x}.

### Ejercicio a modo de ejemplo
Pueden aplicarse estos resultados a un modelo concreto, conocido como disco de Holling, que viene definido por: 
| Condición del modelo de Holling {\displaystyle x_{k+1}={{\beta x_{k}} \over {\alpha +x_{k}}}} , {\displaystyle 0<\alpha <\beta } |

Lo primero a realizar será calcular el valor de {\displaystyle x_{M}} resolviendo: {\displaystyle f'(x_{M})=1}. 
En otras palabras:  {\displaystyle 1=({{\beta x_{M}} \over {\alpha +x_{M}}})'={{\alpha \beta } \over {(\alpha +x_{M})^{2}}}\Rightarrow x_{M}={\sqrt {\alpha }}({\sqrt {\beta }}-{\sqrt {\alpha }})}
Si reemplazamos en las ecuaciones {\displaystyle Y_{M}=f(x_{M})-x_{M}}   y   {\displaystyle E_{M}\approx \int _{x_{M}}^{f(x_{M})}{1 \over x}dx={1 \over a}\ln({f(x_{M}) \over x_{M}})}  obtenemos: 
| {\displaystyle Y_{M}={{\beta x_{M}} \over {\alpha +x_{M}}}-x_{M}} {\displaystyle } {\displaystyle E_{M}={{1 \over a}\ln({\beta \over \alpha +x_{M}})}} |
En este ejemplo se pueden eliminar entre las dos expresiones {\displaystyle x_{M}} y obtener una relación explícita entre {\displaystyle Y_{M}} y {\displaystyle E_{M}} :  
| {\displaystyle Y_{M}=(\beta e^{-cE_{M}}-\alpha )(e^{cE_{M}}-1)} |